# DBeaver
DBeaver — це SQL клієнт та інструмент управління базами даних. Для реляційних баз даних DBeaver використовує програмний інтерфейс JDBC API, котрий взаємодіє з базами даних через драйвер JDBC. Для інших баз даних (не SQL) він використовує власні драйвери баз даних. DBeaver має функції завершення коду та підсвічування синтаксису, що забезпечує краще сприйняття. Він забезпечує архітектуру плагінів (засновану на архітектурі плагінів (платформі) Eclipse), яка дозволяє змінювати більшу частину роботи програми, для підтримки специфічних для баз даних функцій, незалежних від бази даних.
DBeaver  випускається в двох версіях DBeaver Comnunity Edition (DBeaver CE) та DBeaver Enterprise Edition (DBeaver EE). DBeaver CE безкоштовний комп’ютерий додаток, написаний на Java, має відкритий вихідний код, поширюється під ліцензією Apache. DBeaver EE є платним, що має розширені можливості як то робота з noSQL (MongoDB і т.п.) базами даних.

## Історія
Вперше DBeaver з’явився у 2010 році як хобі проект. Він мав бути безкоштовним, з відкритим вихідним кодом, мати гарний і зручний інтерфейс користувача, а також включати часто використовувані функції для розробників баз даних. Перший офіційний реліз відбувся на Freecode [Архівовано 29 квітня 2018 у Wayback Machine.] у 2011 році. Він швидко став популярним у колах спільнот з відкритим кодом.
У тому ж році був заснований офіційний вебсайт та створено форум підтримки (тепер переміщений в GitHub). У 2012 році була випущена версія плагінів Eclipse – з тих пір DBeaver стає одним з найпопулярніших розширень для Eclipse (топ 50-60 серед усіх розширень Eclipse).
Незабаром, постачальники програмного забезпечення почали інтегруватися з DBeaver (переважно як розширення до їх власних продуктів: Eclipse RCP: Zend Studio, NXTware, DeltaDNA, тощо).
У 2014 році була випущена версія Enterprise Edition (EE). EE версія базована на версії CE, але вона підтримує бази даних NoSQL/BigData (Cassandra, MongoDB і Redis) і включає в себе декілька додаткових плагінів Eclipse.
В 2015 році спільнота DBeaver та ресурси додатку перейшли до GitHub.
У 2017 році DBeaver CE був переліцензований за ліцензією Apache (починаючи з 4.x версії).

## Підтримувані платформи та мови
DBeaver є кросплатформенний інструмент який працює на платформах, які підтримуються Eclipse (Windows, Linux, MacOS X, Solaris). DBeaver доступний китайською, російською, італійською та німецькою мовами.

## Версії
Повний список випущених версій

### Community Edition
Community Edition (CE) – початкова версія DBeaver. Вона була випущена в 2010 році і стала відкритим вихідним кодом (GPL) у 2011 році. Версія CE включає розширену підтримку наступних баз даних:
- MySQL та MariaDB
- PostgreSQL
- Oracle
- DB2 (LUW)
- EXASOL
- SQL Server
- Sybase
- Firebird
- Teradata
- Vertica
- Apache Phoenix
- Netezza
- Informix
- Apache Derby
- Apache Phoenix
- H2
- SQLite
- Будь-яка інша база даних котра базована на JDBC або ODBC драйвері.

Окрім реляційних баз даних, версія CE підтримує WMI драйвер (Windows Management Instrumentation – працює тільки в версії Windows).

### Eclipse Plugin Edition
Через рік і у відповідь на кілька запитів користувачів Eclipse Plugin був випущений на Eclipse Marketplace. Ця версія використовується програмістами, які використовують Eclipse IDE для розробки програмного забезпечення, і які потребують інструменту керування базами безпосередньо в IDE. Plugin Eclipse включає в себе більшість можливостей Community Edition, а також випущений під ліцензією GPL.

### Enterprise Edition
Починаючи з третьої версії DBeaver анонсував підтримку NoSQL баз даних(Cassandra та MongoDB в початковій версії). З тих пір DBeaver був розділений на Community та Enterprise версії. Enterprise Edition має підтримку баз даних NoSQL, постійний менеджер запитів і деякі інші функції корпоративного рівня. ЕЕ версія також безкоштовна, але це не програма з відкритим джерельним кодом. Список додаткових функцій:
- Cassandra
- MongoDB
- Redis
- Persistent QM
- Редактор документів типу JSON (більшість для MongoDB)
- Eclipse EE функції (управління ресурсами, Marketplace UI)

## Особливості
До особливостей DBeaver належать:
- Виконання запитів SQL
- Редактор даних з великою кількістю функцій
- Підсвітка синтаксису SQL та автозавершення
- Перегляд та редагування структури бази даних
- Управління скриптами SQL
- Генерація DDL опису
- Моделювання ERD (Entity Relationship Diagrams)
- SSH тунелювання
- Підтримка SSL (MySQL та PostgreSQL)
- Імпорт, експорт та резервне копіювання даних (MySQL та PostgreSQL)
- Примусова генерації даних[11] для тестування бази даних

## Дивитись також
- HeidiSQL
- PostgreSQL
- MySQL
- MariaDB
- SQLite
- SQL Server

## Виноски
1. ↑  The dbeaver Open Source Project on Open Hub: Languages Page — 2006.
2. ↑  Techrepublic: Manage databases with the cross-platform tool DBeaver. 2011. Архів оригіналу за 28 жовтня 2017. Процитовано 29 квітня 2018.
3. ↑  DBeaver: Free Database Manager for Oracle, SQL Server, MySQL, PostgreSQL, DB2. 2011. Архів оригіналу за 12 травня 2018. Процитовано 29 квітня 2018.
4. ↑  DBeaver legacy KnowledgeBase forum. 2011. Архів оригіналу за 18 лютого 2018. Процитовано 29 квітня 2018. [Архівовано 2018-02-18 у Wayback Machine.]
5. ↑  Eclipse Marketplace Metrics. 2016. Архів оригіналу за 26 квітня 2018. Процитовано 29 квітня 2018.
6. ↑  DBeaver in Zend Studio. 2013. Архів оригіналу за 17 червня 2016. Процитовано 29 квітня 2018. [Архівовано 2016-06-17 у Wayback Machine.]
7. ↑  DBeaver in NXTware. 2013. Архів оригіналу за 29 квітня 2018. Процитовано 29 квітня 2018. [Архівовано 2018-04-29 у Wayback Machine.]
8. ↑  DBeaver GitHub home. 2016. Архів оригіналу за 13 листопада 2017. Процитовано 29 квітня 2018.
9. ↑  DBeaver relicense under EPL. 2017.
10. ↑  DBeaver release notes on Softpedia. Архів оригіналу за 29 квітня 2018. Процитовано 29 квітня 2018.
11. ↑  Mock Data Generation in DBeaver. 2018. Архів оригіналу за 24 березня 2019. Процитовано 29 квітня 2018.